# Hyporhamphus kronei
Hyporhamphus kronei är en fiskart som beskrevs av Miranda Ribeiro, 1915. Hyporhamphus kronei ingår i släktet Hyporhamphus och familjen Hemiramphidae. Inga underarter finns listade i Catalogue of Life.